# Hobsonville (Oregon)
Hobsonville az Amerikai Egyesült Államok északnyugati részén, Oregon állam Tillamook megyéjében, a U.S. Route 101 mentén elhelyezkedő kísértetváros.
Névadója John Hobson telepes, a helyi lazacfeldolgozó egyik alapítója; a Tillamook Packing Company 1884-ben kezdte meg működését. Egykor tejcsarnok is üzemelt, valamint itt volt a Tillamook Bay and Pacific Railway and Navigation Co. Railroad egy állomása. A posta 1883 és 1913 között működött.
Az őslakosok a közeli Hobsonville-félszigetet annak alakja miatt Talapus-bölcsőnek nevezték. 1930-ban még tillamook és nehalem indiánok éltek itt; 1940-re a területet benőtték az égerfák, melyek között még látszottak az épületek maradványai. 1940 körül a fafeldolgozót a víz elmosta.

## Fordítás
- Ez a szócikk részben vagy egészben  a   Hobsonville, Oregon című angol Wikipédia-szócikk ezen változatának fordításán alapul.  Az eredeti cikk szerkesztőit annak laptörténete sorolja fel. Ez a jelzés csupán a megfogalmazás eredetét és a szerzői jogokat jelzi, nem szolgál a cikkben szereplő információk forrásmegjelöléseként.